# Cartirana

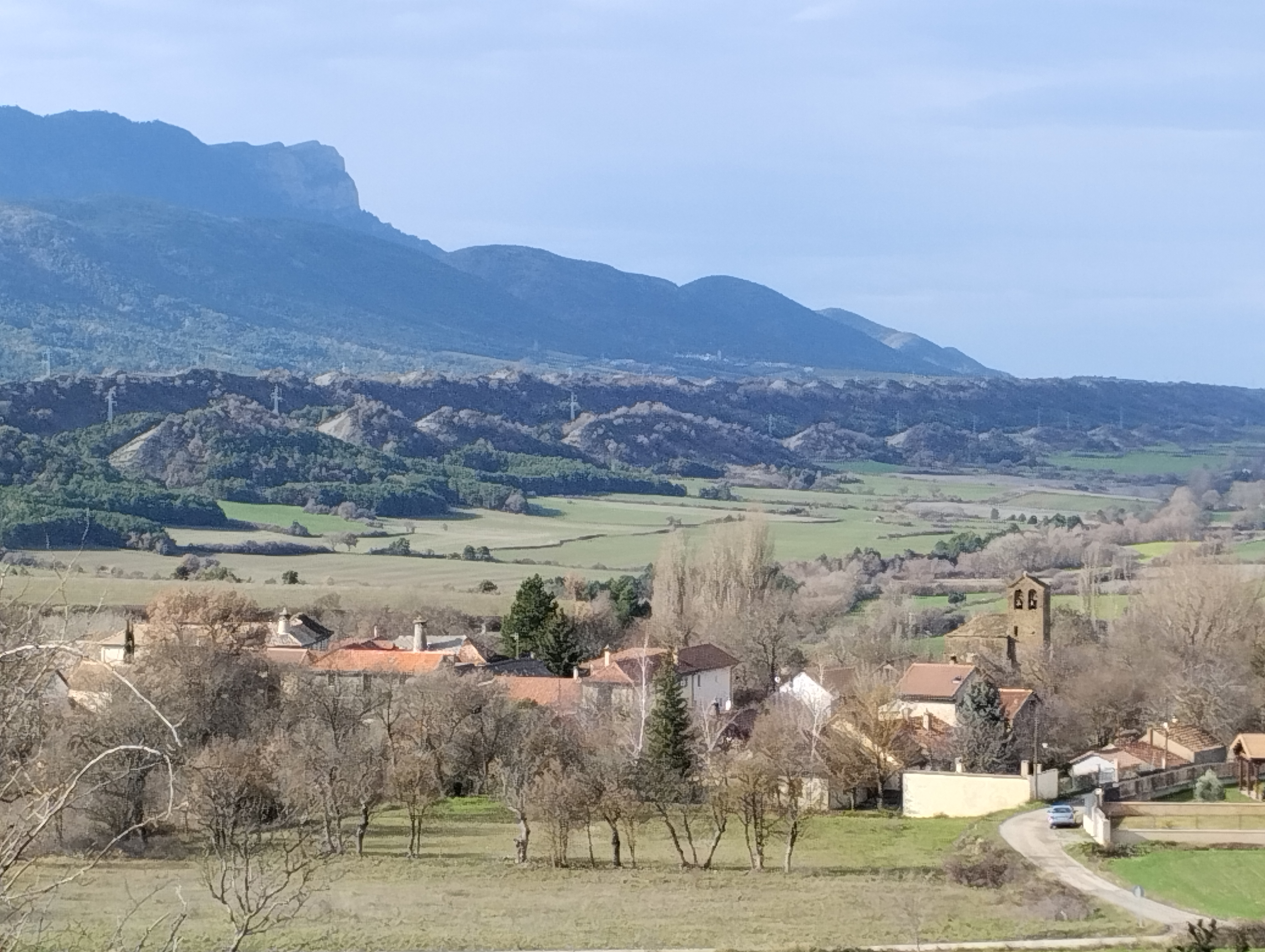

Cartirana est un village de la province de Huesca, situé à deux kilomètres au nord-ouest de la commune de Sabiñánigo, à 857 mètres d'altitude.

## Présentation
La commune de Cartirana intègre les villages alentour entre le milieu du XIXe et le milieu du XXe siècle : Aurín, Borrés et Larrés ; elle compte 516 habitants en 1950. Au cours des années 1960, elle est à son tour intégrée à la commune de Sabiñánigo. L'église du village est dédiée à saint Martin. À proximité de Cartirana se trouve un ermitage dédié à sainte Lucie, inauguré en 1701, tombé en ruines par la suite, et reconstruit en 1981.